# I liga 1998-1999
La I liga 1998-1999 fu la 73ª edizione della massima serie del campionato polacco di calcio, la 65ª edizione nel formato di campionato. La stagione iniziò il 25 luglio 1998 e si concluse il 29 maggio 1999. Il Wisła Cracovia vinse il campionato per la sesta volta nella sua storia. Capocannoniere del torneo fu Tomasz Frankowski, attaccante del Wisła Cracovia, con 21 reti realizzate.

## Stagione

### Novità
Dalla I liga 1997-1998 vennero retrocessi in II liga il Petrochemia Płock, il Dyskobolia, l'KSZO Ostrowiec Świętokrzyski e il Raków Częstochowa; mentre vennero promossi dalla II liga 1997-1998 il GKS Bełchatów e il Ruch Radzionków, riducendo così il numero di squadre partecipanti da 18 a 16.

### Formula
Le sedici squadre partecipanti si affrontavano in un girone all'italiana con partite di andata e ritorno, per un totale di 30 giornate. La squadra prima classificata era campione di Polonia e si qualificava per il secondo turno preliminare della UEFA Champions League 1999-2000. Le squadre classificatesi al secondo e terzo posto si qualificavano per il turno preliminare della Coppa UEFA 1999-2000, assieme alla vincitrice della Coppa di Polonia, ammessa al primo turno. Un ulteriore posto veniva assegnato per la partecipazione alla Coppa Intertoto UEFA 2000. Le ultime due classificate venivano retrocesse direttamente in II liga.

## Squadre partecipanti
| Club             | Città            | Stagione precedente                  |
| ---------------- | ---------------- | ------------------------------------ |
| Amica Wronki     | Wronki           | 7º posto in I liga                   |
| GKS Bełchatów    | Bełchatów        | 1º posto nel girone est di II liga   |
| GKS Katowice     | Katowice         | 12º posto in I liga                  |
| Górnik Zabrze    | Zabrze           | 8º posto in I liga                   |
| Lech Poznań      | Poznań           | 10º posto in I liga                  |
| Legia Varsavia   | Varsavia         | 5º posto in I liga                   |
| ŁKS              | Łódź             | Campione di Polonia                  |
| Odra             | Wodzisław Śląski | 9º posto in I liga                   |
| Pogoń Stettino   | Stettino         | 14º posto in I liga                  |
| Polonia Varsavia | Varsavia         | 2º posto in I liga                   |
| Ruch Chorzów     | Chorzów          | 6º posto in I liga                   |
| Ruch Radzionków  | Radzionków       | 1º posto nel girone ovest di II liga |
| Stomil Olsztyn   | Olsztyn          | 11º posto in I liga                  |
| Widzew Łódź      | Łódź             | 4º posto in I liga                   |
| Wisła Cracovia   | Cracovia         | 3º posto in I liga                   |
| Zagłębie Lubin   | Lubin            | 13º posto in I liga                  |

## Classifica finale
|  | Pos. | Squadra          | Pt | G  | V  | N  | P  | GF | GS | DR  |
|  | ---- | ---------------- | -- | -- | -- | -- | -- | -- | -- | --- |
|  | 1.   | Wisła Cracovia   | 73 | 30 | 23 | 4  | 3  | 75 | 23 | +52 |
|  | 2.   | Widzew Łódź      | 56 | 30 | 18 | 2  | 10 | 50 | 33 | +17 |
|  | 3.   | Legia Varsavia   | 56 | 30 | 16 | 8  | 6  | 41 | 25 | +16 |
|  | 4.   | Lech Poznań      | 54 | 30 | 17 | 3  | 10 | 55 | 36 | +19 |
|  | 5.   | Polonia Varsavia | 46 | 30 | 13 | 7  | 10 | 38 | 31 | +7  |
|  | 6.   | Ruch Radzionków  | 41 | 30 | 10 | 11 | 9  | 40 | 35 | +5  |
|  | 7.   | Górnik Zabrze    | 39 | 30 | 9  | 12 | 9  | 34 | 31 | +3  |
|  | 8.   | Zagłębie Lubin   | 38 | 30 | 9  | 11 | 10 | 42 | 44 | -2  |
|  | 9.   | Stomil Olsztyn   | 38 | 30 | 10 | 7  | 13 | 29 | 38 | -9  |
|  | 10.  | Ruch Chorzów     | 36 | 30 | 9  | 9  | 12 | 23 | 36 | -13 |
|  | 11.  | ŁKS              | 34 | 30 | 8  | 10 | 12 | 33 | 45 | -12 |
|  | 12.  | Amica Wronki     | 34 | 30 | 9  | 7  | 14 | 31 | 39 | -8  |
|  | 13.  | Pogoń Stettino   | 33 | 30 | 9  | 6  | 15 | 33 | 54 | -21 |
|  | 14.  | Odra             | 32 | 30 | 8  | 8  | 14 | 33 | 41 | -8  |
|  | 15.  | GKS Bełchatów    | 28 | 30 | 7  | 7  | 16 | 26 | 48 | -22 |
|  | 16.  | GKS Katowice     | 23 | 30 | 5  | 8  | 17 | 25 | 49 | -24 |

Legenda:
      Campione di Polonia.
      Ammessa alla UEFA Champions League 1999-2000.
      Ammessa alla Coppa UEFA 1999-2000.
      Ammessa alla Coppa Intertoto 1999.
      Retrocessa in II liga 1999-2000.
Note:
Tre punti a vittoria, uno a pareggio, zero a sconfitta.

## Risultati
|                  | WiC  | Wid  | Leg  | LcP  | Pol  | RuR  | GóZ  | ZaL  | Sto  | RuC  | ŁKS  | Ami  | Pog  | Odr  | GKB  | GKK  |
| ---------------- | ---- | ---- | ---- | ---- | ---- | ---- | ---- | ---- | ---- | ---- | ---- | ---- | ---- | ---- | ---- | ---- |
| Wisła Cracovia   | –––– | 3-1  | 4-1  | 2-1  | 1-3  | 6-0  | 2-1  | 0-1  | 3-0  | 4-1  | 1-1  | 1-0  | 4-0  | 2-1  | 4-0  | 4-1  |
| Widzew Łódź      | 1-0  | –––– | 3-2  | 3-0  | 4-1  | 2-1  | 0-1  | 1-1  | 5-0  | 1-1  | 5-0  | 3-0  | 2-1  | 2-0  | 1-0  | 1-0  |
| Legia Varsavia   | 1-2  | 1-0  | –––– | 1-0  | 3-0  | 1-1  | 0-1  | 1-1  | 1-0  | 2-0  | 3-2  | 3-1  | 2-0  | 0-0  | 3-0  | 0-0  |
| Lech Poznań      | 1-3  | 2-0  | 0-0  | –––– | 0-1  | 1-2  | 3-1  | 4-0  | 1-1  | 5-0  | 3-1  | 2-0  | 2-2  | 3-0  | 3-0  | 3-1  |
| Polonia Varsavia | 1-3  | 2-1  | 0-0  | 1-2  | –––– | 0-0  | 1-0  | 3-1  | 0-1  | 3-0  | 2-1  | 4-2  | 2-2  | 2-1  | 4-0  | 2-0  |
| Ruch Radzionków  | 1-1  | 5-0  | 1-2  | 4-1  | 0-0  | –––– | 0-0  | 3-3  | 1-0  | 1-0  | 4-0  | 1-1  | 3-2  | 2-0  | 1-1  | 1-1  |
| Górnik Zabrze    | 2-2  | 0-1  | 1-0  | 1-2  | 2-0  | 1-1  | –––– | 2-2  | 1-1  | 2-0  | 0-0  | 0-0  | 4-0  | 0-1  | 1-3  | 2-1  |
| Zagłębie Lubin   | 0-3  | 0-1  | 0-0  | 1-2  | 1-0  | 1-2  | 3-3  | –––– | 3-1  | 0-2  | 2-2  | 1-0  | 2-0  | 4-4  | 1-2  | 4-0  |
| Stomil Olsztyn   | 1-2  | 2-1  | 1-2  | 0-2  | 1-0  | 0-0  | 2-1  | 1-1  | –––– | 1-0  | 1-0  | 4-1  | 3-1  | 3-1  | 0-2  | 2-1  |
| Ruch Chorzów     | 1-1  | 2-1  | 0-1  | 2-1  | 0-0  | 1-0  | 2-1  | 0-0  | 1-0  | –––– | 1-2  | 0-0  | 1-1  | 0-2  | 1-1  | 2-1  |
| ŁKS Łódź         | 0-3  | 0-1  | 1-1  | 1-2  | 0-0  | 0-1  | 2-2  | 0-2  | 2-0  | 0-0  | –––– | 2-0  | 1-1  | 2-1  | 2-0  | 3-2  |
| Amica Wronki     | 1-3  | 2-3  | 0-2  | 2-1  | 1-0  | 1-0  | 0-0  | 2-1  | 0-0  | 2-0  | 1-2  | –––– | 2-0  | 3-1  | 2-0  | 4-0  |
| Pogoń Stettino   | 0-4  | 1-2  | 3-1  | 2-3  | 1-0  | 3-2  | 0-1  | 3-2  | 2-2  | 1-0  | 1-1  | 3-2  | –––– | 1-0  | 1-0  | 1-0  |
| Odra             | 0-2  | 2-0  | 1-2  | 2-0  | 2-2  | 3-1  | 0-1  | 0-1  | 1-1  | 2-2  | 2-1  | 1-0  | 3-0  | –––– | 0-0  | 0-2  |
| GKS Bełchatów    | 0-3  | 3-2  | 1-2  | 1-3  | 0-1  | 2-1  | 1-1  | 0-1  | 1-0  | 0-2  | 2-3  | 1-1  | 2-0  | 1-1  | –––– | 1-2  |
| GKS Katowice     | 1-2  | 0-2  | 1-3  | 1-2  | 1-3  | 1-0  | 1-1  | 2-2  | 1-0  | 0-1  | 1-1  | 0-0  | 1-0  | 1-1  | 1-1  | –––– |

## Statistiche

### Classifica marcatori
Fonte: 90minut.pl
| Gol |  |  | Giocatore           | Squadra                                |
| --- |  |  | ------------------- | -------------------------------------- |
| 21  |  |  | Tomasz Frankowski   | Wisła Cracovia                         |
| 20  |  |  | Artur Wichniarek    | Widzew Łódź                            |
| 14  |  |  | Mariusz Nosal       | Odra                                   |
| 12  |  |  | Marian Janoszka     | Ruch Radzionków                        |
| 12  |  |  | Bartosz Karwan      | Legia Varsavia                         |
| 12  |  |  | Piotr Reiss         | Lech Poznań                            |
| 11  |  |  | Mariusz Śrutwa      | Ruch Chorzów (7), Legia Varsavia (4)   |
| 11  |  |  | Maciej Żurawski     | Lech Poznań                            |
| 10  |  |  | Olgierd Moskalewicz | Pogoń Stettino (6), Wisła Cracovia (4) |